# Malone (Texas)
Malone é uma cidade  localizada no estado norte-americano de Texas, no Condado de Hill.

## Demografia
Segundo o censo norte-americano de 2000, a sua população era de 278 habitantes.
Em 2006, foi estimada uma população de 305, um aumento de 27 (9.7%).

## Geografia
De acordo com o United States Census Bureau tem uma área de
1,2 km², dos quais 1,2 km² cobertos por terra e 0,0 km² cobertos por água. Malone localiza-se a aproximadamente 146 m acima do nível do mar.

## Localidades na vizinhança
O diagrama seguinte representa as localidades num raio de 20 km ao redor de Malone.